# Crešnevo
Crešnevo (mazedonisch Црешнево) ist ein Dorf im zentralen Teil der Republik Nordmazedonien, welches zur Gemeinde Čaška gehört. Die nächstgelegene Großstadt ist Veles.

## Geographie
Crešnevo liegt im zentralen Teil von Nordmazedonien. Die nächstgelegene Stadt ist Veles, welche etwa 50 km weit entfernt liegt. Das Dorf befindet sich im nördlichen Teil der historischen Landschaft Azot, welche auch Babunija genannt wird, angelehnt an den Fluss Babuna. Die Nachbardörfer von Crešnevo sind Bistrica, Nežilovo, Kapinovo und Bogomila. Nördlich des Dorfes erhebt sich das Bergmassiv Jakupica.

## Geschichte

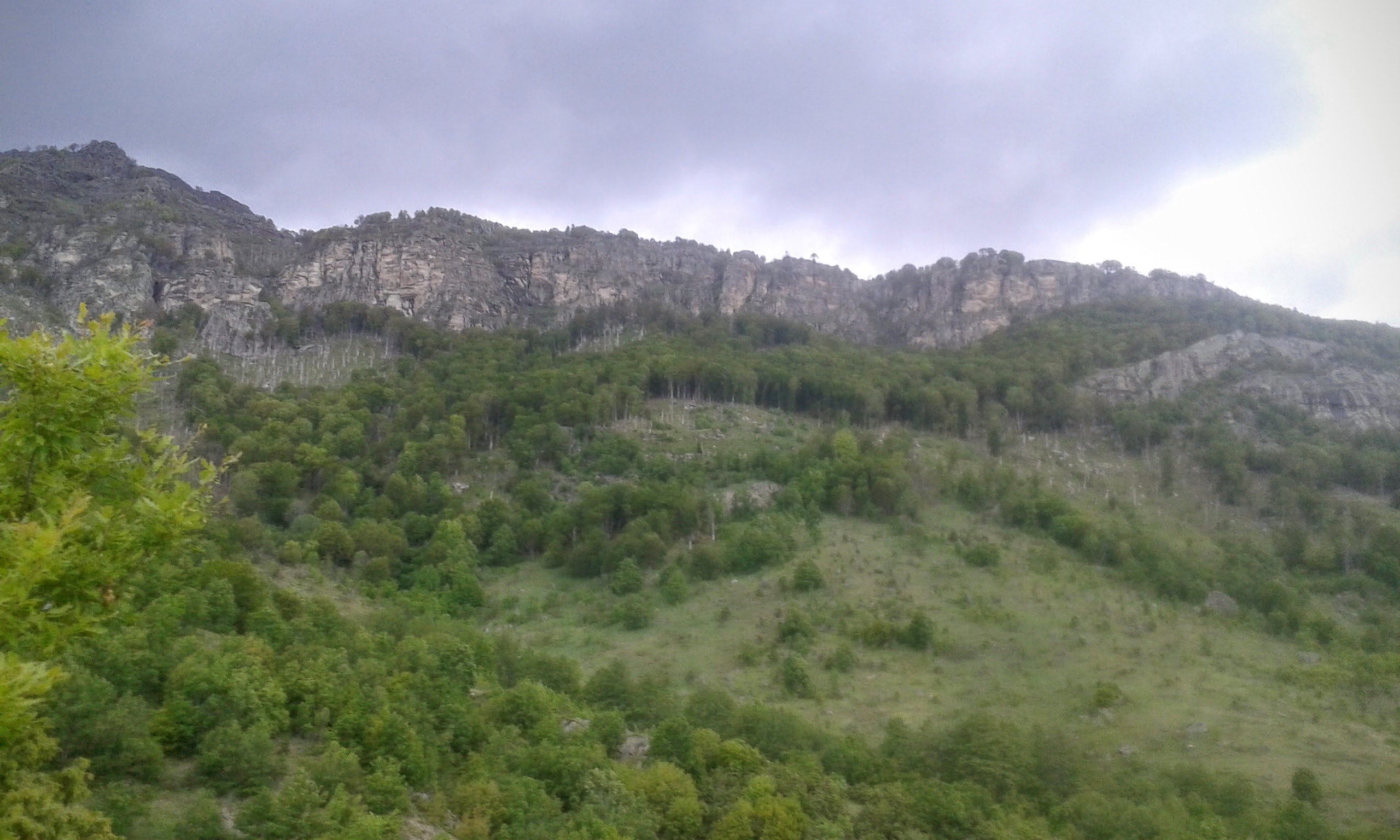
Blick auf den umliegenden Wald

Der Ortsname Crešnevo leitet sich aus dem slawischen Wort für Kirsche (mazedonisch Цреша Crešа), mitsamt dem Possessivsuffix -ovo ab. Crešnevo zählt zu den ältesten Dörfern der Region Azot. Zwischen den Jahren 1467 und 1468 lebten laut der im Osmanischen Reich durchgeführten Volkszählung in Crešnevo 12 Familien, während es zwischen 1481 und 1482 6 Familien waren. 1569 lebten im Dorf 21 Familien.
In der Statistik des Ethnographen Wassil Kantschow zählte Crešnevo Ende des 19. Jahrhunderts 250 Einwohner, welche allesamt als christliche Bulgaren klassifiziert wurden. Nach den Statistiken des Sekretärs des bulgarischen Exarchats Dimitar Mischew (La Macédoine et sa Population Chrétienne) im Jahr 1905 lebten in Crešnevo 272 bulgarische Exarchisten.
Die Region Azot wurde zu Beginn des 20. Jahrhunderts Schauplatz blutiger Kämpfe und Scharmützel zwischen den bulgarischen Komitadschi der Inneren Makedonisch-Adrianopeler Revolutionären Organisation (WMORO) und den serbischen Tschetniks, welche sich teilweise erfolgreich in der Region angesiedelt haben.
Am 15. April 1905 traf der serbische Wojwode Trenko Rujanović in der Region mit einer Gruppe von 15 Tschetniks ein, die gebürtig aus den serbophilen Dörfern von Poreče stammten. Die bulgarischen Komitadschi der WMORO kamen der Gruppe zwischen den Dörfern Bistrica und Crešnevo bei der Ortschaft Javorot auf die Spur, wo sie den Kampf aufnahmen. Das Gefecht dauerte von den frühen Morgenstunden bis in den Abend. Türkische Soldaten wurden auf das Gefecht aufmerksam und kamen am späten Abend, um die Kampfhandlungen zu unterbinden. Die türkischen Askerî nahmen Positionen hinter den bulgarischen Komitadschi ein, die nun praktisch umzingelt waren. Dank der guten Beziehungen der WMORO zu Kâmil Ağa, einem türkischen kâhya (Verwalter) des Klosters von Teovo, führte dieser den Kommandanten der Askerî zu einer neuen Position hinter den serbischen Tschetniks von Trenko Rujanović. Die türkischen Askerî griffen, ohne die Absicht Kâmil Ağas zu erkennen, die serbischen Tschetniks an, welche 15 Opfer zu beklagen hatten. Die WMORO hatte genug Zeit, sich aus der misslichen Lage zurückzuziehen.
Am ersten Tag des Osternfestes 1907 kam es zu einem erneuten Gefecht zwischen der Veles-Tscheta (Gruppe) der WMORO unter der Führung des Wojwoden Datscho Jotow und serbischen Tschetniks der Gruppe von Trenko Rujanović. Beim Scharmützel, welches sich ebenso in der Ortschaft Javorot zwischen Bistrica und Crešnevo zugetragen hat, verlor der serbische Wojwode Trenko nach siebenstündigem Gefecht sein Leben.
Im Zuge des Balkankrieges meldeten sich 9 Dorfbewohner freiwillig zur Makedonisch-Adrianopeler Landwehr, einem Freiwilligenverband der bulgarischen Armee.
1927 führte der deutsche Forscher Leonhard Schultze Crešnevo auf seiner Karte Mazedoniens auf und ordnete es als ein kürzlich serbisiertes Dorf ein. Auf der ethnischen Karte von Nordwestmazedonien im Jahr 1929 markierte der russische Sprachwissenschaftler Afanasij Selischtew Crešnevo als ein bulgarisches Dorf.
Laut der letzten Volkszählung 2002 hatte Crešnevo 8 Einwohner, allesamt orthodoxe Mazedonier.